# Чарівний кавун (мультфільм)
Чарівний кавун (рос. Волшебный арбуз) — мультфільм казахського кінорежисера Єрсаіна Абдрахманова.